# Filipe Tuisawau
Ro Filipe Tuisawau est un homme politique fidjien.

## Biographie
Originaire du village de Lomanikoro dans la province de Rewa, il est issu d'une famille de l'aristocratie autochtone. Il est le petit-fils de Ratu George Tuisawau, qui est le Roko Tui (grand chef autochtone) de la province et le Roko Tui Dreketi (en) (chef suprême de la confédération Burebasaga qui rassemble les yavusa (tribus) du sud et de l'ouest de l'île de Viti Levu), et le neveu des grandes cheffes Ro Lala Mara et Ro Teimumu Kepa,,. Après sa scolarité à la Queen Victoria School (en) à Tailevu, il obtient un diplôme de licence (Bachelor of Arts) en science de l'éducation et en science politique à l'université du Pacifique Sud, puis un diplôme de Master en économie-gestion à l'université Massey en Nouvelle-Zélande. Il trouve un emploi de gestion dans une entreprise fidjienne de services d'assistance aéroportuaire, puis est employé comme conseiller en gestion des ressources humaines par l'organisation intergouvernementale Pacific Tourism (en).
Son père, Ratu Mosese Tuisawau, est numéro deux du Parti nationaliste fidjien, parti ethno-nationaliste autochtone, et Ro Filipe conseille ce parti dans les années 1990. Après le coup d'État de l'an 2000, il adhère à l'Alliance conservatrice, parti d'extrême-droite des partisans du coup d'État, qui prône la suprématie politique des autochtones. Avec cette étiquette, il défie sans succès sa tante Ro Teimumu Kepa en se présentant comme candidat contre elle dans sa circonscription, la circonscription ethnique autochtone de Rewa, aux élections législatives fidjiennes de 2006. Il est battu, mais obtient 38 % des voix,,. 
Dans le même temps, à partir du début du XXIe siècle, il est administrateur de l'organisme de rugby à XV de la province de Rewa. Il est également un temps président de la Fédération fidjienne de rugby à XV,.
L'Alliance conservatrice se fond peu après dans le Parti des Fidji unies, qui devient par la suite le Sodelpa, parti de la droite autochtone chrétienne-conservatrice. Ro Filipe est élu député au Parlement des Fidji aux élections de 2018. Membre des Assemblées de Dieu, chrétien évangélique, en février 2019 il répond sur Twitter à un tweet du député néo-zélandais Tamati Coffey (en) qui annonce attendre un enfant avec son compagnon ; Ro Filipe écrit : « C'est absolument une situation qu'on ne veut pas voir aux Fidji, ni maintenant ni à aucun moment dans les mille prochaines années ». Son message est commenté à la fois par la presse néo-zélandaise et fidjienne. En juin 2019, il est élu président du Sodelpa. Son élection est toutefois cassée par la justice en avril 2020, pour vice de procédure.
À l'issue de la législature 2018-2022, il quitte le Sodelpa et adhère au parti Alliance populaire, né d'une scission au sein du Sodelpa et représentant une droite plus modérée, ouverte à la société fidjienne multi-ethnique à condition que les droits et privilèges de la majorité autochtone soient garantis. Il est réélu député, avec cette nouvelle étiquette, lors des élections législatives de 2022, et est nommé ministre des Travaux publics, des Communications, des Transports et des Services météorologiques dans le gouvernement de coalition de Sitiveni Rabuka,.